# Кубок России по пляжному футболу
Кубок России по пляжному футболу — российское соревнование по пляжному футболу. Проводится ежегодно начиная с 2008 года. В турнире принимают участие восемь лучших команд по итогам прошедшего чемпионата России по пляжному футболу. В ходе жеребьёвки команды разбиваются на две группы. Первые две команды из каждой группы выходят в полуфиналы, победители которых определяют обладателя кубка.

## Результаты
| Год  | Место проведения |                             | Победитель                    | Финалист                    | 3-е место |
| ---- | ---------------- | --------------------------- | ----------------------------- | --------------------------- | --------- |
| 2008 | Анапа            | Строгино (Москва)           | IBS (Санкт-Петербург)         | Дельта (Саратов)            |           |
| 2009 | Анапа            | Строгино (Москва)           | Дельта (Саратов)              | Бизнес-Право (Саратов)      |           |
| 2010 | Самара           | Крылья Советов (Самара)     | IBS (Санкт-Петербург)         | Лукойл (Калининград)        |           |
| 2011 | Анапа            | Локомотив (Москва)          | Строгино (Москва)             | Крылья Советов (Самара)     |           |
| 2012 | Москва           | Локомотив (Москва)          | Динамо (Москва)               | Кристалл (Санкт-Петербург)  |           |
| 2013 | Санкт-Петербург  | Локомотив (Москва)          | Динамо (Москва)               | Ротор-Волгоград (Волгоград) |           |
| 2014 | Анапа            | Ротор-Волгоград (Волгоград) | Локомотив (Москва)            | Динамо (Москва)             |           |
| 2015 | Сочи             | Кристалл (Санкт-Петербург)  | Золотой (Санкт-Петербург)     | Строгино (Москва)           |           |
| 2016 | Сочи             | Локомотив (Москва)          | Джокер-Троя (Новосибирск)     | Кристалл (Санкт-Петербург)  |           |
| 2017 | Самара           | Кристалл (Санкт-Петербург)  | Крылья Советов (Самара)       | Локомотив (Москва)          |           |
| 2018 | Сочи             | Кристалл (Санкт-Петербург)  | Локомотив (Москва)            | ЭЛМОНТ (Королёв)            |           |
| 2019 | Сочи             | Кристалл (Санкт-Петербург)  | Спартак (Москва)              | Дельта (Саратов)            |           |
| 2020 | Москва           | Кристалл (Санкт-Петербург)  | Кронштадт-Променад (Балтийск) | Спартак (Москва)            |           |
| 2021 | Анапа            | Кристалл (Санкт-Петербург)  | Локомотив (Москва)            | Спартак (Москва)            |           |
| 2022 | Москва           | Кристалл (Санкт-Петербург)  | Локомотив (Москва)            | Спартак (Москва)            |           |
| 2023 | Анапа            | Кристалл (Санкт-Петербург)  | Лекс (Санкт-Петербург)        | Спартак (Москва)            |           |
| 2024 | Анапа            | КПФ «Саратов» (Саратов)     | Кристалл (Санкт-Петербург)    | Локомотив (Москва)          |           |

## Лучшие команды
| Команда                       | Число побед                                        | 2-е место                  | 3-е место                  | Всего медалей |
| ----------------------------- | -------------------------------------------------- | -------------------------- | -------------------------- | ------------- |
| Кристалл (Санкт-Петербург)    | 8 (2015, 2017, 2018, 2019, 2020, 2021, 2022, 2023) | 1 (2024                    | 2 (2012, 2016)             | 11            |
| Локомотив (Москва)            | 4 (2011, 2012, 2013, 2016)                         | 4 (2014, 2018, 2021, 2022) | 2 (2017, 2024)             | 10            |
| Строгино (Москва)             | 2 (2008, 2009)                                     | 1 (2011)                   | 1 (2015)                   | 4             |
| Крылья Советов (Самара)       | 1 (2010)                                           | 1 (2017)                   | 1 (2011)                   | 3             |
| Ротор-Волгоград (Волгоград)   | 1 (2014)                                           | —                          | 1 (2013)                   | 2             |
| КПФ «Саратов» (Саратов)       | 1 (2024)                                           | —                          | —                          | 1             |
| Динамо (Москва)               | —                                                  | 2 (2012, 2013)             | 1 (2014)                   | 3             |
| IBS (Санкт-Петербург)         | —                                                  | 2 (2008, 2010)             | —                          | 2             |
| Спартак (Москва)              | —                                                  | 1 (2019)                   | 4 (2020, 2021, 2022, 2023) | 5             |
| Дельта (Саратов)              | —                                                  | 1 (2008)                   | 2 (2008, 2019)             | 3             |
| Золотой (Санкт-Петербург)     | —                                                  | 1 (2015)                   | —                          | 1             |
| Джокер-Троя (Новосибирск)     | —                                                  | 1 (2016)                   | —                          | 1             |
| Кронштадт-Променад (Балтийск) | —                                                  | 1 (2020)                   | —                          | 1             |
| Лекс (Санкт-Петербург)        | —                                                  | 1 (2023)                   | —                          | 1             |
| Бизнес-Право (Саратов)        | —                                                  | —                          | 1 (2009)                   | 1             |
| Лукойл (Калининград)          | —                                                  | —                          | 1 (2010)                   | 1             |
| ЭЛМОНТ (Королёв)              | —                                                  | —                          | 1 (2018)                   | 1             |

## Лучшие игроки
| Год  | Лучший игрок                     | Лучший бомбардир                                                | Лучший вратарь                    |
| ---- | -------------------------------- | --------------------------------------------------------------- | --------------------------------- |
| 2008 |                                  | Буру (IBS)                                                      |                                   |
| 2009 | Егор Шайков (Строгино)           | Егор Шайков (Строгино)                                          | Андрей Бухлицкий (Строгино)       |
| 2010 | Юрий Горчинский (Крылья Советов) | Егор Еремеев (Строгино)                                         | Андрей Бухлицкий (Крылья Советов) |
| 2011 | Маджер (Локомотив)               | Фернандо (Крылья Советов)                                       | Андрей Бухлицкий (Локомотив)      |
| 2012 | Роман Пачев (Динамо)             | Игорь Бриштель (Кронштадт-Променад)                             | Игорь Оленин (Динамо)             |
| 2013 | Бельшиор (Локомотив)             | Фёдор Земсков (ЭЛМОНТ)                                          | Игорь Оленин (Динамо)             |
| 2014 | Дмитрий Шишин (Ротор-Волгоград)  | Антон Калошин (ЭЛМОНТ)                                          | Максим Чужков (Ротор-Волгоград)   |
| 2015 | Кирилл Романов (Кристалл)        | Андрей Борсук (Строгино)                                        | Иван Островский (Кристалл)        |
| 2016 | Лукао (Локомотив)                | Лукао (Локомотив) Анатолий Перемитин (Локомотив)                | Максим Чужков (Локомотив)         |
| 2017 | Юрий Крашенинников (Кристалл)    | Игорь Житецкий (Спутник)                                        | Сергей Володин (Крылья Советов)   |
| 2018 | Датинья (Кристалл)               | Андрей Панкратов (Дельта)                                       | Максим Чужков (Кристалл)          |
| 2019 | Датинья (Кристалл)               | Родриго (Кристалл)                                              | Павел Баженов (Спартак)           |
| 2020 | Датинья (Кристалл)               | Владислав Жариков (Кристалл)                                    | Максим Чужков (Кристалл)          |
| 2021 | Родриго (Кристалл)               | Борис Никоноров (Локомотив) Владислав Шкут (Кронштадт-Променад) | Максим Чужков (Кристалл)          |
| 2022 | Алексей Макаров (Кристалл)       | Амадиус Виноградов (Локомотив)                                  | Максим Чужков (Кристалл)          |
| 2023 | Маурисиньо (Кристалл)            | Брено Шавьер (Лекс)                                             | Дмитрий Васильев (Лекс)           |
| 2024 | Кирилл Романов (КПФ Саратов)     | Родриго (Кристалл)                                              | Денис Пархоменко (КПФ Саратов)    |